# La doncella bienaventurada
La doncella bienaventurada (The Blessed Damozel) es un óleo sobre lienzo pintado entre 1875 y 1878 por Dante Gabriel Rossetti exhibido en el Fogg Art Museum.
La fama del poema homónimo de Rossetti, publicado por primera vez en 1850, había generado el deseo de varios entusiastas de la obra del artista por una representación de la doncella. Las numerosas versiones de la pintura, los estudios terminados y la réplica de la misma muestran el poder que esta obra tuvo en su momento, siendo considerada actualmente uno de los trabajos más célebres de Rossetti.

## Historia
El cuadro fue sucesivamente propiedad de William Graham, J. Dyson Perrins, C.W. Dyson Perrins, Grenville L. Winthrop, y, por último, del Fogg Art Museum, habiendo sido exhibido por vez primera en la Royal Academy of Arts de Londres en 1883, en la Royal Jubilee Exhibition de Mánchester en 1887, y finalmente en el Fogg Art Museum en 1946.

## Elaboración

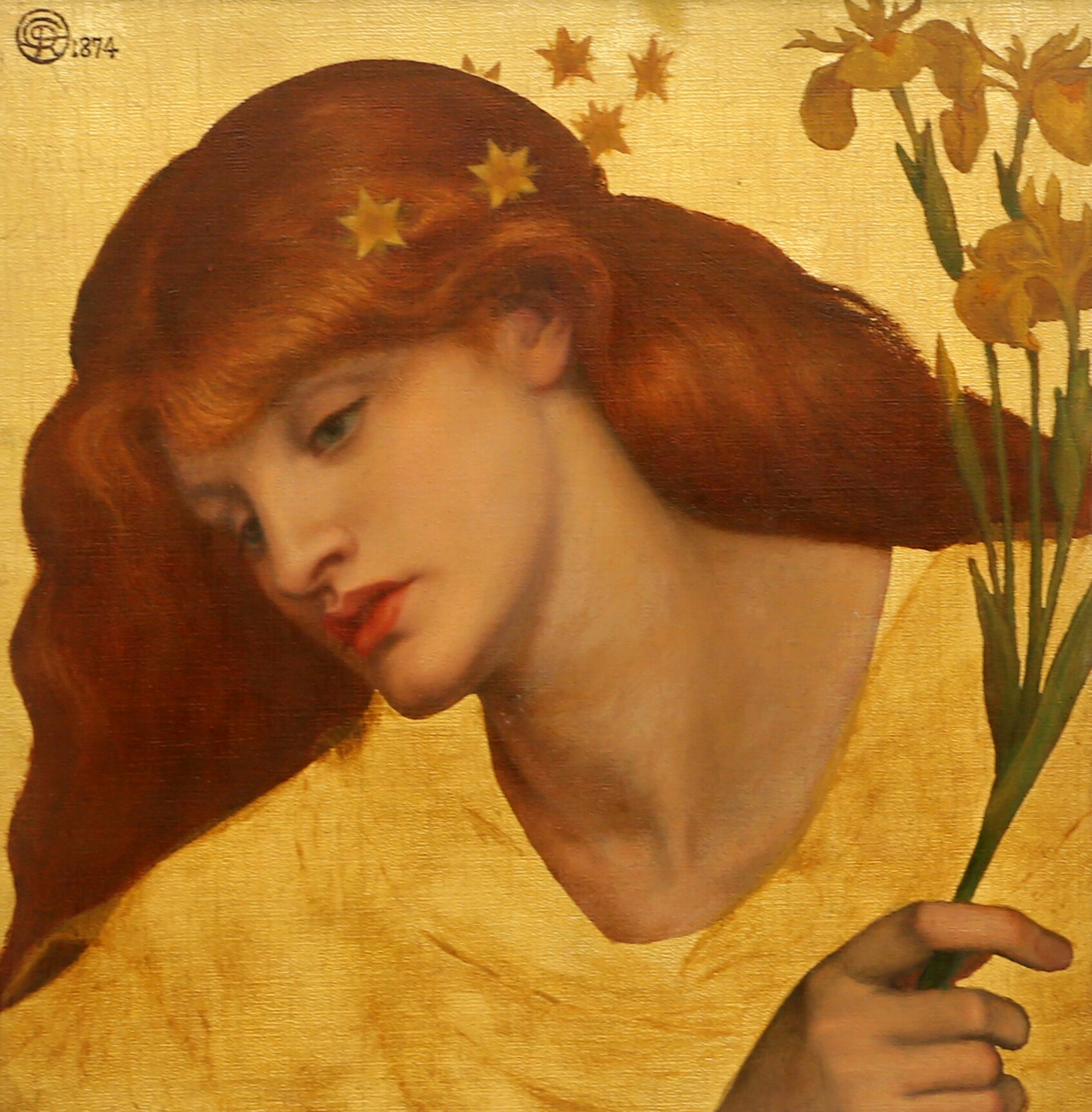
Sancta Lilias, por Rossetti (1874)

Encargada en febrero de 1871 por William Graham, Rossetti empezó a planificar y a elaborar al poco tiempo estudios para la pintura. La idea de concebir una obra de este tipo había sido sugerida años antes por T. E. Plint, quien había propuesto al pintor la elaboración de un cuadro basado en el poema por un precio de aproximadamente 60 libras, si bien Rossetti rechazó la comisión, la cual fue a parar finalmente a manos de Burne-Jones.
La obra, iniciada en 1875, fue completada en abril de 1877 (a excepción de la predela), habiéndose establecido un precio de 1.000 libras en diciembre de 1873. El 31 de diciembre de 1877, Graham pidió la adición de la predela, la cual, ejecutada en un periodo de entre cinco y seis semanas, debía representar al amor desconsolado de la doncella mirando al cielo e inmerso en un paisaje otoñal, teniendo la obra un coste total de 1.157 libras. Tras la finalización de la predela, Rossetti escribió en una carta fechada el 3 de marzo de 1878 y dirigida a Mrs. Cowper-Temple: «He hecho la predela de la eterna Doncella Bienaventurada y situado las dos juntas en un marco (habiendo iluminado también mucho la imagen en sí misma con flores (rosas) en setos, aureolas alrededor de las cabezas, etc.)».
Se llevaron a cabo varios estudios preparatorios para la pintura, siendo los más importantes los dedicados a la figura central. Todos estos estudios acabaron culminando en la obra Sancta Lilias de 1874, la cual posee grandes similitudes con la figura central de La doncella bienaventurada. En una carta dirigida a H. T. Dunn alrededor de 1873, Rossetti escribió: «En un día o dos, espero enviarte una cabeza al óleo (...) esa sobre un fondo rojo que tú conoces, ahora reducida a una pequeña imagen de la cabeza, ya que he empezado la grande otra vez», siendo esta última la versión final de la pintura.
En lo relativo a las referencias visuales empleadas por Rossetti en la elaboración del cuadro, Alexa Wilding sirvió como modelo para la doncella, Wilfred John Hawtrey para el querubín, situado en la parte baja central, y May Morris, probablemente, para el ángel situado a la izquierda. Se afirma, además, que los hayedos mostrados en la predela, elaborada en 1878, fueron pintados cerca de Broadlands, hogar de los Cowper-Temples, si bien dicha afirmación resulta contradictoria debido a que Rossetti abandonó Broadlands en 1876, no regresando jamás.

## Análisis
El cuadro de Rossetti muestra una variación en lo que respecta a la representación de medio cuerpo de la Virgen María en el trono. En esta ocasión, el Niño Jesús está ausente, siendo sustituido por la figura del amante de la doncella, representado en la predela. Las tradicionales figuras de santos y ángeles característicos de las iconografías religiosas se muestran en la pintura en forma de grupos de amantes abrazados. Por su parte, el amante situado en la predela hace referencia a las figuras votivas retratadas en un gran número de Madonnas, donde la imagen representa una ofrenda, apareciendo estas figuras normalmente a los pies de la Madonna si se trata de un retrato de cuerpo entero, o en alguna esquina del cuadro o posición baja la cual sugiera actitud de humildad.
En lo relativo a la simbología, las lilas de la obra simbolizan la pureza, mientras que las rosas representan la pasión, además de reflejar la variedad de las tonalidades de estas últimas el rango de intensidad espiritual y erótica asociada a la doncella, representando los tres rostros angelicales situados debajo de la misma a los seres más jóvenes y estando esta juventud iconográficamente relacionada con la condición angelical. Junto con el grupo de amantes abrazados, estos ángeles representan, probablemente, la erótica reinterpretación de Rossetti de los ángeles y santos visionados por Dante Alighieri en el Paraíso.
Las seis estrellas visibles en forma de corona sobre la cabeza de la doncella hacen referencia al poema que acompaña a la obra, en el cual se afirma que estas estrellas son en realidad «siete». Las mismas se hallan
posicionadas en la misma forma que las Pléyades, siendo la estrella faltante en la
pintura Merope, «la Pléyade perdida», la cual fue expulsada de los cielos por haberse enamorado de un mortal. Por último, en la parte superior, se halla una diminuta figura dorada la cual representa al Espíritu Santo.
En la época en que Rossetti pintó La doncella bienaventurada la historia de Dante sobre la figura de Beatriz había adquirido una considerable relevancia a nivel personal en el pintor. La doncella puede representar o bien a Elizabeth Siddal, esposa de Rossetti fallecida en 1862, o bien a Jane Morris, mujer a la que amó y con la que mantuvo una relación amorosa pese a estar esta casada con su amigo William Morris.

## Poema
La doncella bienaventurada constituye uno de los poemas más célebres de Rossetti, publicado por primera vez en 1850 en el periódico prerrafaelita The Germ. Las cuatro primeras estrofas del poema, en las cuales se inspiran tanto la réplica como la pintura original, figuran inscritas en la base del marco de esta última:

The blessed damozel leaned out

From the gold bar of Heaven;
Her eyes were deeper than the depth
Of waters stilled at even;
She had three lilies in her hand,
And the stars in her hair were seven.

Her robe, ungirt from clasp to hem,
No wrought flowers did adorn,
But a white rose of Mary's gift,
For service meetly worn;
Her hair that lay along her back
Was yellow like ripe corn.

Herseemed she scarce had been a day
One of God's choristers;
The wonder was not yet quite gone
From that still look of hers;
Albeit, to them she left, her day
Had counted as ten years.

(To one, it is ten years of years.
. . . Yet now, and in this place,
Surely she leaned o'er me—her hair
Fell all about my face. . . .
Nothing: the autumn fall of leaves.
The whole year sets apace.)
La doncella bienaventurada se inclinó

Sobre la baranda de oro del Cielo;
Sus ojos eran más profundos que el abismo
De aguas aquietadas al atardecer;
Tenía tres lirios en la mano,
Y las estrellas de su pelo eran siete.

A su vestido, suelto desde el broche al dobladillo,
Ninguna flor adornaba,
Excepto una rosa blanca regalo de María,
Llevada convenientemente para el oficio;
El cabello que caía a lo largo de su espalda
Era amarillo como el trigo maduro.

Parecía que ella apenas había sido un día 
Una de las coristas de Dios;
El asombro aún no se había ido del todo 
De su tranquila mirada;
Aunque, para aquellos a quienes ella dejó, su día
Había contado como diez años.

(Para uno, son diez años de años.
. . . Sin embargo, y en este lugar,
Ella seguramente se inclinó sobre mí—su cabello
Caía sobre mi rostro. . . .
Nada: la caída otoñal de las hojas.
El año entero pasa veloz.)

## Diferencias respecto a la réplica
Respecto a las principales diferencias entre el original y la réplica, además del tipo de marco, de estilo barroco en la réplica y con medallones en la pintura original, destacan la sustitución en la réplica del grupo de amantes situado al fondo por tres querubines, así como la eliminación de uno de los ángeles situados bajo la doncella, habiendo tres en la pintura original y dos en la réplica.